# Microalbuminurie
Microalbuminurie is het voorkomen van heel kleine hoeveelheden eiwit in de urine. Op basis van de concentratie eiwit of albumine in urine wordt onderscheid gemaakt tussen proteïnurie meer dan 200 mg/L of 300 mg/24 uur of microalbuminurie waarbij de eiwitconcentratie 20-200 mg/L of 30-300 mg/24 uur bedraagt. Om deze kleinere hoeveelheden albumine te meten zijn speciale, gevoeliger methodes nodig dan vanouds gebruikelijk was.
Albumine is het meest voorkomende eiwit in het bloed en wordt geproduceerd door de lever. Normaliter komt er heel weinig eiwit in de urine voor omdat het in beperkte mate gefiltreerd wordt en vervolgens wordt teruggeresorbeerd door de niertubulus. Bij beschadiging van de nier door ziekte zoals bij diabetes wordt door de hoge glucoseconcentratie van het bloed de filterfunctie van de nier aangetast en kunnen eiwitten makkelijker het filter passeren. Hierdoor zal er meer eiwit in de urine terechtkomen, microalbuminurie. Bij verdere verslechtering van de ziekte zal ook de terugresorptie steeds slechter worden en de nierfunctie steeds verder worden aangetast wat uiteindelijk kan leiden tot noodzaak van dialyse.
Vroege opsporing van de aanwezigheid van kleine hoeveelheden albumine in urine is dus van groot belang, want door intensivering van de therapie bij diabetespatiënten kan de schade aan de nieren beperkt worden. Daarom kunnen er in het klinisch chemisch laboratorium verschillende testen worden uitgevoerd die naast proteïnurie ook zeer kleine hoeveelheden albumine in urine kunnen meten. Proteinurie kan gemeten worden door een eenvoudige urinestrip zoals beschreven onder urine-onderzoek. Deze teststrips zijn echter niet gevoelig genoeg om lage concentraties albumine, zoals bij microalbuminurie te meten. Deze is gebaseerd op een immunologische methode waarbij de hoeveelheid troebeling (turbidometrie of nephalometrie) een maat is voor de concentratie.